# Zenza Raggi
Karim Sabaheddine (Casablanca; 24 de octubre de 1970), conocido con el nombre artístico de Zenza Raggi, es un actor y director de cine pornográfico alemán de origen marroquí.

## Biografía
Zenza Raggi nació el 24 de octubre de 1970 en Casablanca, Marruecos. Más tarde se trasladó a Alemania donde empezó a trabajar como actor porno a principios de la década de los noventa. Raggi, además, ha participado en varias películas de cine mainstream como Baise-moi de Virginie Despentes y Melancholie der Engel de Marian Dora. Actualmente reside en Budapest. En 2008, en Las Vegas, fue nominado a los Premios AVN 2008 en  la categoría  mejor "Intérprete extranjero masculino".

## Premios y nominaciones
- 2001: Premio Venus (Ganador) al mejor intérprete masculino (Alemania)
- 2009 : Premio AVN (Nominado) "Intérprete Extranjero Masculino del Año"
- 2009 : Premio AVN (Nominado) "Mejor escena de trio" -

## Filmografía parcial
Como actor:
·Angriff der PornosaurierA (1993)
·Rosso e nero (1994)
·Amsterdam Nights (1996)
·Bella di notte (1996)
·La Regina degli Elefanti (1997)
·Base-moi (2000)
·2002 wilde Sex-Nächte (2002)
•Cleopatra (2003)
•Absolute Desire (2007)
·Rocco's Dirty Dreams 8 (2008)
·Carolina Jones and the Broken Covenant (2008)
·Melancholie der Engel (2009)
Como director:
- Der Spanner (2000)
- Young and Horny Budapest Amateurs (2003)